# Worshipful Clockmakers' Company
La Worshipful Company of Clockmakers (Venerabile compagnia degli orologiai) venne fondata a Londra nel 1631. Vi si iscrivevano tutti coloro che costruivano e vendevano orologi.
Il suo motto è "Tempus Rerum Imperator", cioè "Il tempo domina sulle cose". 
La Compagnia esiste ancora come istituzione benefica, come la maggior parte delle Livery Companies inglesi.
La collezione di orologi storici della Worshipful Company of Clockmakers è attualmente conservata nel Science Museum di Londra, mentre gli archivi e la biblioteca si trovano nella Guildhall Library.
Tra i molti membri della Compagnia si possono citare Henry Harper (XVII sec.), James Markwick e Daniel Delander (XVII-XVIII sec.), Charles Cabrier II, William Dutton e Josiah Emery (XVIII sec.), Charles Frodsham e Christopher Williamson (XIX sec.).